# Seoul Samsung Thunders
O Seoul Samsung Thunders é um clube profissional de basquetebol sul-coreano sediado em Seul, Coreia do Sul. A equipe disputa a Korean Basketball League.

## História
Foi fundado em 1978.